# Pareas iwasakii
Pareas iwasakii är en ormart som beskrevs av Moichirō Maki 1937. Pareas iwasakii ingår i släktet Pareas och familjen snokar. IUCN kategoriserar arten globalt som otillräckligt studerad. Inga underarter finns listade i Catalogue of Life.

## Etymologi
Namnet iwasakii är tillägnat den japanske meteorologen Takuji Iwasaki.

## Utbredning
Arten återfinns på Yaeyamaöarna i Japan.